# مقاطعة دلتا (ميشيغان)
مقاطعة دلتا هي مقاطعة تقع في شبه الجزيرة العليا بولاية ميشيغان الأمريكية، بلغ عدد سكانها 37٬069 نسمة، بحسب تعداد عام 2010، عاصمتها إسكانابا، تبلغ مساحتها 5٬158 كيلومتر مربع.

## الموقع
تشترك مقاطعة دلتا في الحدود مع:
- مقاطعة ألجير
- مقاطعة دور

## التقسيمات الإدارية
- إسكانابا.